# Alhaji Jeng
Pour les articles homonymes, voir Jeng.
Alhaji Jeng (né le 31 décembre 1981 à Banjul, en Gambie) est un athlète suédois, spécialiste du saut à la perche. Il est également acteur.

## Biographie
Arrivé en Suède, alors qu'il n'avait que 3 mois, Alhaji Jeng a gardé sa nationalité gambienne jusqu'à l'âge de 18 ans, devenant ensuite suédois.

## Performances
Il remporte la médaille d'argent aux championnats du monde en salle 2006, à Moscou, en franchissant 5,70 mètres. 
Alhaji Jeng a réalisé 5,80 m en 2006 (en plein air et en salle). En 2009, il franchit 5,81 m en salle.
Il détient le record national de la Gambie (5,30 m), réalisé avant qu'il ne devienne suédois.

## Palmarès
| Date | Compétition                    | Lieu              | Résultat | Marque |
| ---- | ------------------------------ | ----------------- | -------- | ------ |
| 2000 | Championnats du monde juniors  | Santiago du Chili | 8e       | 5,00 m |
| 2001 | Championnats d'Europe espoirs  | Amsterdam         | 6e       | 5,30 m |
| 2005 | Championnats d'Europe en salle | Madrid            | 8e       | 5,50 m |
| 2006 | Championnats du monde en salle | Moscou            | 2e       | 5,70 m |
| 2006 | Coupe d'Europe                 | Prague            | 1er      | 5,70 m |
| 2006 | Championnats d'Europe          | Göteborg          | finale   | NM     |
| 2008 | Coupe d'Europe                 | Istanbul          | 1er      | 5,62 m |
| 2008 | Championnats du monde en salle | Valence           | 7e       | 5,70 m |
| 2009 | Championnats d'Europe en salle | Turin             | 5e       | 5,71 m |
| 2009 | Championnats du monde          | Berlin            | 12e      | 5,50 m |
| 2013 | Championnats du monde          | Moscou            | 9e       | 5,65 m |

## Records
| Épreuve          | Épreuve   | Marque | Lieu      | Date            |
| ---------------- | --------- | ------ | --------- | --------------- |
| Saut à la perche | Plein air | 5,80 m | Joukovski | 24 juin 2006    |
| Saut à la perche | En salle  | 5,81 m | Stockholm | 18 février 2009 |